# Prix Goncourt des lycéens
O prix Goncourt des lycéens é um prémio literário francês organizado pela Fnac e pelo Ministério da Educação Nacional, cujo júri é composto por cerca de 2000 estudantes do lycée. O prémio foi criado em 1988 em Rennes como uma oportunidade para estudandes do ensino secundario (entre 15 e 18 anos) de descobrir, ler e discutir os livros selecionados para o prémio Goncourt.
Durante setembro e novembro, estudandes de cerca de 50 classes ao redor da França leem os livros em acompanhamento nas salas de aula e participam de encontros regionais para discutir os livros, elegendo ao fim um vencedor ao mesmo tempo que o anuncio do vencedor escolido pelos membros da Académie Goncourt.

## Denominação
De acordo com o testamento dos Irmãos Goncourt, o (prix) Goncourt des Lycéens, assim como os seus homólogos para contos, biografias, juventude, primeiro romance ou poesia, não deve conter a denominação "prémio", que deve ser reservado apenas para o prémio Goncourt.

## Organização
O princípio deste prémio literário é de oferecer a jovens leitores a oportunidade de ler e debater a qualidade dos romances seleccionados em setembro pelos membros da Academia Goncourt.
Desde a volta a escola em setembro, a Fnac disponibiliza aos alunos participantes as obras que foram seleccionadas. Ela oferece ambém a oportunidade de conhecer os autores dos livros que leram.
Entre 1988 e 2011, foram propostos nada menos que 216 romances e 37.604 exemplares desses livros foram lidos por aproximadamente 17.150 estudantes.

## Lista de vencedores
| Ano  |         | Autor                  | Obra                                            |
| ---- | ------- | ---------------------- | ----------------------------------------------- |
| 1988 | nothumb | Erik Orsenna           | L'Exposition coloniale                          |
| 1989 |         | Jean Vautrin           | Un grand pas vers le bon Dieu                   |
| 1990 |         | Françoise Lefèvre      | Le Petit Prince Cannibale                       |
| 1991 |         | Pierre Combescot       | Les Filles du Calvaire                          |
| 1992 | nothumb | Eduardo Manet          | L'Île du lézard vert                            |
| 1993 | nothumb | Anne Wiazemsky         | Canines                                         |
| 1994 |         | Claude Pujade-Renaud   | Belle mère                                      |
| 1995 | nothumb | Andreï Makine          | Le Testament français                           |
| 1996 | nothumb | Nancy Huston           | Instruments des ténèbres                        |
| 1997 | nothumb | Jean-Pierre Milovanoff | Le Maître des paons                             |
| 1998 | nothumb | Luc Lang               | Mille six cents ventres                         |
| 1999 | nothumb | Jean-Marie Laclavetine | Première Ligne                                  |
| 2000 | nothumb | Ahmadou Kourouma       | Allah n'est pas obligé                          |
| 2001 | nothumb | Shan Sa                | La Joueuse de go                                |
| 2002 | nothumb | Laurent Gaudé          | La Mort du roi Tsongor                          |
| 2003 |         | Yann Apperry           | Farrago                                         |
| 2004 | nothumb | Philippe Grimbert      | Un secret                                       |
| 2005 | nothumb | Sylvie Germain         | Magnus                                          |
| 2006 | nothumb | Léonora Miano          | Contours du jour qui vient                      |
| 2007 | nothumb | Philippe Claudel       | Le Rapport de Brodeck                           |
| 2008 | nothumb | Catherine Cusset       | Un brillant avenir                              |
| 2009 | nothumb | Jean-Michel Guenassia  | Le Club des incorrigibles optimistes            |
| 2010 | nothumb | Mathias Énard          | Parle-leur de batailles, de rois et d'éléphants |
| 2011 | nothumb | Carole Martinez        | Du domaine des Murmures                         |
| 2012 | nothumb | Joël Dicker            | La Vérité sur l’affaire Harry Quebert           |
| 2013 | nothumb | Sorj Chalandon         | Le Quatrième Mur                                |
| 2014 | nothumb | David Foenkinos        | Charlotte                                       |
| 2015 | nothumb | Delphine de Vigan      | D'après une histoire vraie                      |
| 2016 | nothumb | Gaël Faye              | Petit Pays                                      |
| 2017 | nothumb | Alice Zeniter          | L'Art de perdre                                 |
| 2018 | nothumb | David Diop             | Frère d'âme                                     |
| 2019 |         | Karine Tuil            | Les Choses humaines                             |
| 2020 | nothumb | Djaïli Amadou Amal     | Les Impatientes                                 |
| 2021 | nothumb | Clara Dupont-Monod     | S'adapter                                       |
| 2022 | nothumb | Sabyl Ghoussoub        | Beyrouth-sur-Seine                              |
| 2023 | nothumb | Neige Sinno            | Triste Tigre                                    |
| 2024 | nothumb | Sandrine Collette      | Madeleine avant l'aube                          |